# Матвеевская (Устьянский район)
Матвеевская — деревня в Устьянском районе Архангельской области.

## География
Находится в южной части Архангельской области на расстоянии приблизительно 22 км на юг-юго-запад по прямой от административного центра района поселка Октябрьский на левом берегу речки Кокшеньга.

## История
В 1859 году здесь (деревня Тотемского уезда Вологодской губернии) было учтено 3 двора. До 2022 года входила в Ростовско-Минское сельское поселение до его упразднения.

## Население
Численность населения: 24 человека (1859 год), 0 как в 2002 году, так и в 2010.